# Andrzej Sawka
Andrzej (Jędrzej) Sawka rus. Andrij Sawka (ur. w 1619 w Stebníku, zm. 24 maja 1654, 22 grudnia 1657 lub w 1661 w Muszynie) – zbójnik (tołhaj) pochodzenia rusińskiego, uczestnik chłopskiego powstania Kostki-Napierskiego w 1651 roku.

## Życiorys
Andrzej Sawka występował pod wieloma pseudonimami, m.in. Spiszak, Owczarz (Owczar), Janek (Janko) ze Stebnika, Hańczowski czy Szuchaj. Pochodził z rodziny śpiewaka cerkiewnego. Po śmierci rodziców trafił na służbę do zamku Makowica w Zborowie, skąd zbiegł i przystał do zbójeckiego oddziału Wasyla Bajusa działającego na obszarze od Bardejowa po Gorlice. Był jego członkiem najprawdopodobniej od 1638 roku, biorąc udział m.in. w grabieżach w okolicach Muszyny. Po wypchnięciu oddziału przez wojska szlacheckie za Bardejów, zorganizował nowy oddział, z którym w sierpniu 1648 roku zorganizował napad na zamek w Sanoku, podczas którego uwolnił więzionych tam zbójników. Ci z kolei przyłączyli się do niego, biorąc udział w antyfeudalnym buncie w okolicach Bardejowa, Stropkova, Sniny i Humennégo. Wiosną 1649 roku wziął udział w spotkaniu z przywódcami innych oddziałów zbójnickich w Barwinku, który zaowocowało powstaniem silnej formacji, liczącej ok. 500 zbrojnych pod dowództwem Sawki oraz Senka spod Makowicy (wg innych źródeł - Wasyla Czepca). Oddział dokonał napadów m.in. na folwarki: Jamgród k. Dukli, w Zyndranowej, Żeglcach, Gliniku oraz na dwór ekonoma królewskiego w Odrzechowej.
Andrzej Sawka był przedstawiany jako osoba bardzo inteligentna i umiejąca czytać. Organizował we wsiach zebrania, podczas których ogłaszał chłopom "zalecenia kozackie" Bohdana Chmielnickiego, nawołując do wystąpień przeciw feudałom. Podszywał się pod wysłannika starosty sądeckiego Lubomirskiego, werbującego harników; zwerbowani trafiali ostatecznie do jego oddziału.
Najprawdopodobniej ok. 1650 roku Andrzej Sawka miał zostać pojmany i skazany na śmierć w Nowym Targu. Od egzekucji ocalił go Aleksander Kostka-Napierski, w zamian za co zbójnik wraz ze swoimi ludźmi wsparł dowodzone przez niego powstanie chłopskie. Po jego upadku przeniósł się w okolice Preszowa.

### Śmierć
Do końca niejasna jest data śmierci Sawki. Według jednej z wersji, w 1654 roku jego oddział starł się w pobliżu zamku Kamenica z wojskami Stanisława Lanckorońskiego, wskutek czego dostał on się do niewoli. Ranny, miał zostać przewieziony do Muszyny i tam stracony w dniu 24 maja 1654 roku poprzez wbicie na pal. Natomiast według innej, w 1656 rokumiał się zaciągnąć do oddziału piechoty Jana i Kazimierza Wąsowiczów i brać udział w walkach ze Szwedami, za co otrzymał amnestię. Niestety powrócił do zbójeckiego rzemiosła, wskutek czego jesienią 1657 roku miał zostać pojmany przez wojska biskupie i zginąć w Muszynie, wbity na pal w dniu 22 grudnia 1657 roku. Istnieją także przekazy, które mówią że został stracony (powieszony) w 1661 roku w Muszynie lub zbiegł na Ukrainę, do oddziałów Chmielnickiego.

### Nawiązania w kulturze
Postać zbójnika Sawki pojawia się w filmie "Podhale w ogniu" z 1955 roku (reż. Jan Batory, Henryk Hechtkopf), gdzie odtwarzał ją Tadeusz Schmidt.